# Ferchels
Ferchels ist ein Ortsteil der Gemeinde Schollene im Osten des Landkreises Stendal in Sachsen-Anhalt.

## Geografie
Ferchels, ein Dorf mit Kirche, liegt drei Kilometer südöstlich von Schollene und östlich der Havel am Südrand des Schollener Beckens, am Naturschutzgebiet Schollener See im Biosphärenreservat Mittelelbe im Land Schollene.
Zum Ortsteil Ferchels gehört der einen Kilometer südöstlich liegende Wohnplatz Karlstal.
Nachbarorte sind Neuwartensleben und Mahlitz im Nordwesten, Nierow im Norden, Schollene im Nordosten und Neu-Schollene im Osten und Karlstal im Südosten.

## Geschichte

### Mittelalter bis Neuzeit
Im Jahre 1369 wurde der Ort als Verchels erstmals erwähnt, als Werner von Rosenberg, der Besitzer von Schollene, seine Frau Benningen Margarethe mit einem Leibgedinge belehnte. 1399 war Verkels ein Lehen des Magdeburger Erzbischofs Friedrich. Vor der Reformation im Jahre 1518 muss das Dorf wüst gewesen sein. Während der ersten lutherischen Kirchenvisitation zwischen 1562 und 1564 lebten 14 „Hauswirte“ in Verchels. Nach dem Dreißigjährigen Krieg wurde Erdmann Ludwig von Predole 1681 mit dem wüsten Dorf belehnt.
In der Nacht vom 13. zum 14. Juni 1845 war die Windmühle im Dorf in Brand geraten. Aufgrund des starken Windes geriet fast das gesamte Dorf mit der Kirche und einem Teil der Schulgebäude in Brand. Für den Neubau der Kirche wurde eine Sammlung im Königreich Preußen gestartet. Eine neue Kirche wurde 1873 errichtet.
Die alte einklassige Volksschule war von 1879 bis 1926 besucht, das Gebäude steht heute noch neben der Kirche. Der Dorflehrer W. Schmidt veröffentlichte 1894 ein noch heute bekanntes Werk zur Heimatkunde der Kreise Jerichow für die Schulen. Später wurde ein neues Schulgebäude errichtet, in dem die 1. bis 4. Klasse unterrichtet wurde. Im Herbst 1953 ist die Schule in Ferchels geschlossen worden. In dem leerstehenden Schulgebäude betrieb die Konsumgenossenschaft eine Gaststätte und einen Lebensmittelladen. 1990 zog die Naturschutzstation vom Biosphärenreservat Mittelelbe in das Haus ein, das heute die Verwaltung des Biosphärenreservats nutzt.

### Archäologie
Nordwestlich des Dorfes wurden Urnen in Steingräbern aus der Bronzezeit geborgen. In der Gemarkung gibt es mehrere ur- und frühgeschichtliche Siedlungen und ein Gräberfeld aus der Eisenzeit.

### Herkunft des Ortsnamens
Der Ortsname Verchels wird abgeleitet aus dem slawischen Wörtern „verch“ für „Gipfel, oberer Teil“ und „les“ für „Wald“, steht also für „Siedlung oberhalb des Waldes“ oder „Bergheim“.

### Eingemeindungen
Ferchels gehörte früher zum zweiten Distrikt im Jerichowschen Kreis im Norden des Herzogtums Magdeburg. 1816 kam es zum Kreis Jerichow II, dem späteren Landkreis Jerichow II im Regierungsbezirk Magdeburg in der preußischen Provinz Sachsen.
Am 20. Juli 1950 wurde die bis dahin eigenständige Gemeinde Ferchels nach Schollene eingemeindet. Am 25. Juni 1952 wurde sie dem Kreis Havelberg zugeordnet. Am 1. Juli 1994 kam die Gemeinde Schollene zum heutigen Landkreis Stendal.

### Einwohnerentwicklung
| Jahr | Einwohner |
| ---- | --------- |
| 1782 | [00]096   |
| 1818 | [00]116   |
| 1840 | [00]148   |
| 1864 | [00]216   |
| 1867 | 219       |
| 1871 | 215       |

| Jahr | Einwohner |
| ---- | --------- |
| 1905 | 131       |
| 1910 | 143       |
| 1925 | 119       |
| 1933 | 142       |
| 1939 | 144       |
| 1946 | 171       |

| Jahr | Einwohner |
| ---- | --------- |
| 1985 | [0]67     |
| 2014 | [00]63    |
| 2017 | [00]53    |
| 2018 | [00]49    |
| 2019 | [00]48    |
| 2020 | [0]46     |

| Jahr | Einwohner |
| ---- | --------- |
| 2021 | [0]46     |
| 2022 | [0]51     |

Quellen: 1867 bis 1946 Unterlagen der Volkszählung

## Religion
Die evangelische Kirchengemeinde Ferchels, die früher zur Pfarrei Schollene gehörte, wird heute betreut vom Pfarrbereich Schönhausen im Kirchenkreis Stendal im Propstsprengel Stendal-Magdeburg der Evangelischen Kirche in Mitteldeutschland.
Die ältesten überlieferten Kirchenbücher für Ferchels stammen aus dem Jahre 1775. Ältere Einträge sind bei Schollene zu finden.
Die katholischen Christen gehören zur Pfarrei St. Elisabeth in Tangermünde im Dekanat Stendal im Bistum Magdeburg.

## Kultur und Sehenswürdigkeiten

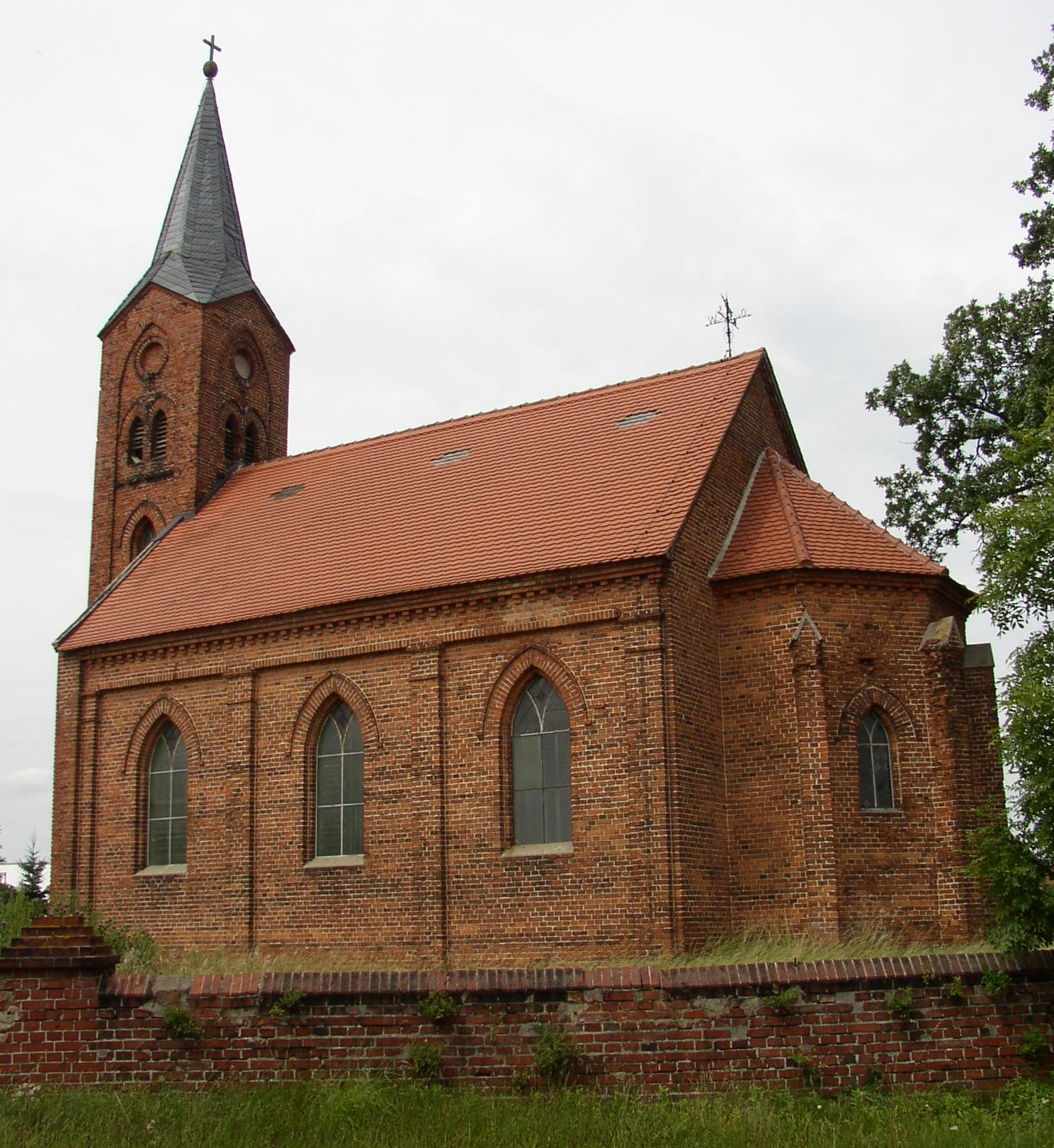
Dorfkirche Ferchels

- Die evangelische Dorfkirche Ferchels, ein massiver dreiteiliger Backsteinbau von 1873, wurde anstelle des 1871 abgerissenen Vorgängerbaus errichtet. In der Kirche befinden sich Gedenktafeln für die Gefallenen der Befreiungskriege und des Ersten Weltkrieges.[25]
- In Ferchels steht eine abgestufte Stele als Denkmal für die Gefallenen des Ersten Weltkrieges.[26]
- Der Ortsfriedhof liegt im Süden des Dorfes.

### Verkehrsanbindung
Das Dorf ist über die Kreisstraße 1473 mit dem östlich gelegenen Schollene verbunden. Es verkehren Linienbusse und Rufbusse von stendalbus. Radfahrer haben über einen Multifunktionsweg um den Schollener See bis Nierow Anschluss zum Havelradweg und zum Altmarkrundkurs.

## Sage vom Hexenpfahl
Von der alten Kirche in Ferchels ist im Jahre 1734 die Rede in einer alten Sage über die „Taternzenta“. Im Juli des Jahres war es besonders heiß und trocken als ein Feuer ausbrach. Ein Mädchen soll aus Rache das Dorf in Brand gesteckt haben. Sie wurde zur Strafe vor dem Dorf öffentlich verbrannt. Bis 1882 erinnerte ein Gedenkpfahl an der Stelle der Urteilsvollstreckung daran.